# Pieter de Neyn

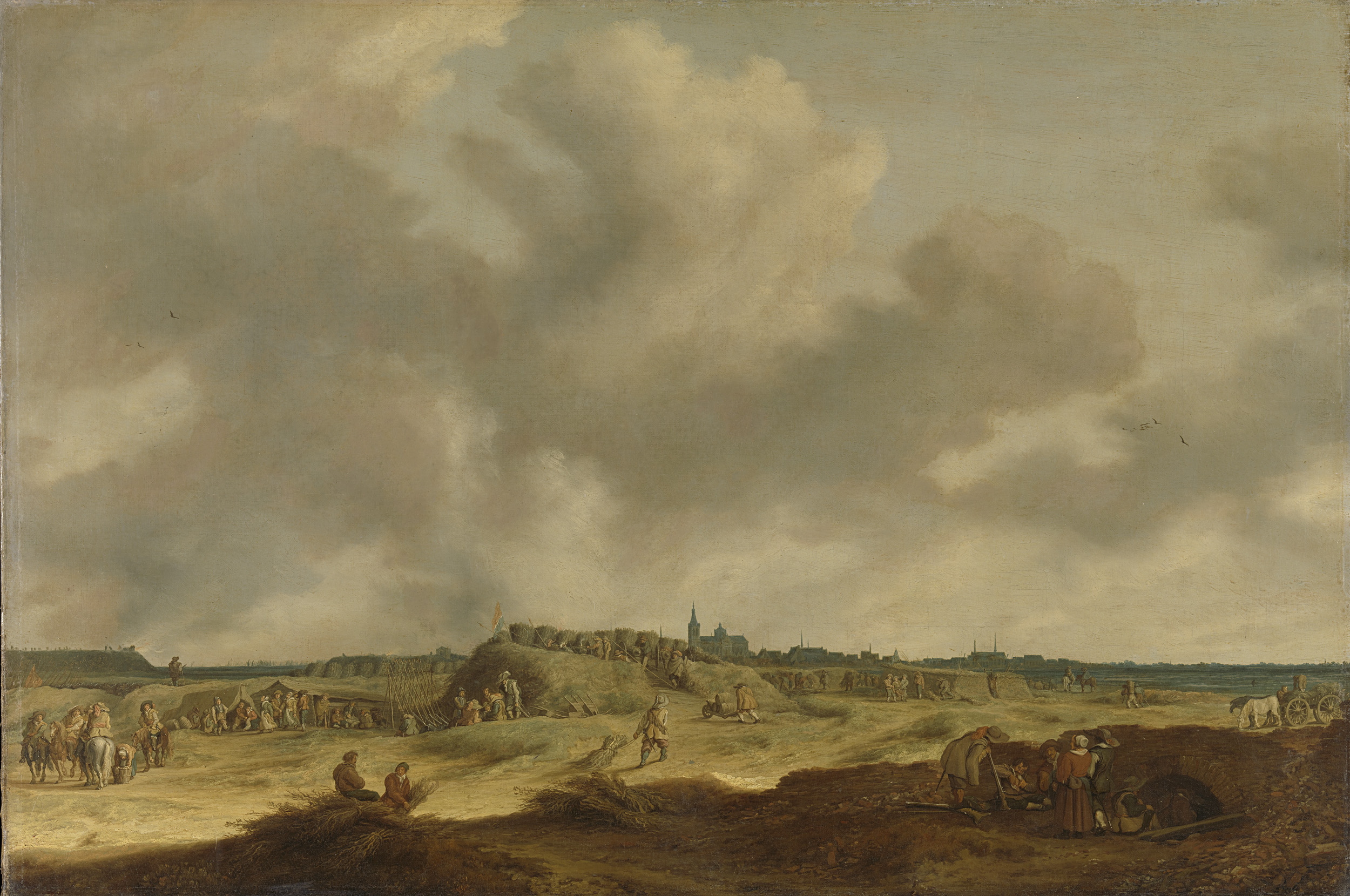
Pieter de Neyn: Die Belagerung von 's-Hertogenbosch durch Frederik Hendrik 1629 (1639)

Pieter de Neyn, auch de Neijn (* 16. Dezember 1597 in Leiden; † 16. März 1639 ebenda) war ein holländischer Landschaftsmaler und Steinhauermeister.
Pieter de Neyn war Schüler des Malers Esaias van de Velde. Er übernahm den Stil seines Lehrers, orientierte sich aber auch an Jan van Goyen.